# ستيفن مكغوان
ستيفن مكغوان (بالإنجليزية: Stephen McGowan)‏ هو لاعب كرة قدم بريطاني في مركز الهجوم، ولد في 24 سبتمبر 1984 في غلاسكو في المملكة المتحدة. شارك مع منتخب اسكتلندا لكرة القدم. أما مع النوادي، فقد لعب مع دندي يونايتد ونادي روس كاونتي.

## وصلات خارجية
- ستيفن مكغوان على موقع قاعدة بيانات كرة القدم.إي يو (الإنجليزية)
- ستيفن مكغوان على موقع Soccerbase.com (لاعب) (الإنجليزية)